# Васо Чубриловић
Васо или Васа Чубриловић (Градишка, 14. јануар 1897 — Београд, 11. јун 1990) био је српски академик, професор Београдског универзитета, министар и историчар. Као гимназијалац био је учесник у Сарајевском атентату.

## Биографија

### Детињство
Рођен је 14. јануара 1897. у Градишци, од мајке Савке, рођене Лазаревић и оца Јове. Мајка је била Крајишкиња, један брат јој је био директор банке, а други свештеник. Била је писмена, што је представљало праву реткост међу њеним вршњакињама. Отац је био пореклом из Крупе на Врбасу, одакле потичу многи Чубриловићи. Отац се бавио трговином, учествовао је у Устанку 1875–1878 и био добровољац у Српско-турском рату 1876.
Био је најмлађе од десеторо деце, који су се рађали према следећем редоследу: Јованка, Чедо, Здравко, Стака, Вељко, Лепа, Вида, Милорад, Бранко и Васо. Троје прворођених су рано умрли.
Како је отац годину дана након Васиног рођена умро, а десетак година касније умрла им је и мајка, бригу о деци је водио очев ујак Васо Видовић, који је важио за угледног трговца у Градишци. Бригу о млађој деци су касније преузели старији брат Вељко и сестре Стака и Вида.

### Школовање
Основну школу је завршио 1908. године у родном месту. Гимназију је похађао у Тузли и Сарајеву. У Тузли је боравио код брата Вељка и његове жене Јованке, који су тамо радили као учитељи. Осим Васе, у кући су се налазили и сестра Вида и брат Бранко. Вељко је за школовање добијао нешто стипендије, која није била довољна да покрије рачуне. Године 1910. Вељко и Јованка су се преселили у Прибој на Мајевици. У Прибоју је проводио зимске и летње распусте и био веома упућен у послове које је водио брат Вељко. Често је одлазио пешке из Тузле у Прибој и обрнуто. и преносио важне поруке Мишку Јовановићу или Вељку.

### Сарајевски атентат
Док је похађао VI разред гимназије, постао је члан национално-револуционарне организације Млада Босна.
Након демонстративног напуштања светосавске приредбе 27. јануара 1914, на којој је свирана химна цару Фрањи Јосифу, избачен је из гимназије у Тузли и прешао код сестре Стаке у Сарајево, где је наставио гимназију.
У Сарајеву се повезао са Данилом Илићем и другим члановима организације Младе Босне, који спремали да изведу атентат на надвојводу Франца Фердинанда.
Био је учесник у Сарајевском атентату 28. јуна 1914. године у Сарајеву, као члан друге Илићеве тројке (Чубриловић, Поповић и Мехмедбашић). На дан атентата чекао је Франца Фердинанда са бомбом и револвером код Више дјевојачке школе у Сарајеву. Ухваћен је у Босанској Дубици и враћен у Сарајево.
На суђењу одржаном у октобру, на коме је било 25 оптуженика за злочин велеиздаје, по службеној дужности му је за браниоца додељен адвокатски приправник Рудолф Цистлер. Бранилац се, при прихватању посла обавезао да ће савесно приступити својој дужности. Покушао је да обори оптужницу, доказујући да велеиздаја није кажњиво дело и образлажући то чињеницом да је анексија Босне и Херцеговине била незаконито стање, с обзиром да није ратификовано у аустријском и угарском парламенту, због чега је након суђења оптужен за повлађивање велеиздаје.
Васу је због малолетности, суд поштедео смртне казне, али га је осудио на 16 година најстрожег затвора, коју је издржавао у Мелерсдорфу у Аустрији и у Зеници. У затвору је провео 4,5 година, од чега више од три године у самици. Један је од пет преживелих у затвору, од укупно тринеаст осуђених на затвор. За велеиздају су осуђени и његова браћа Вељко на истом суђењу на смрт вешањем, а Бранко у Бањалучком процесу на 14 тешке тамнице. На 6 недеља затвора без признања олакшица за политичке кривце, Врховни суд је осудио и сестру Стаку, пошто је у писму брату Бранку, извештавајући га о Вељковој смрти, навела како им је брат „био јунак и да је мирно умро”, славећи тиме покојниково дело.

### Међуратни период
После Првог светског рата и распада Аустроугарске монархије, новембра 1918. је ослобођен, а затим је фебруара 1919. завршио гимназију у Сарајеву. После тога се најпре уписао на Филозофски факултет у Загребу, а затим је прешао на Филозофски факултет Универзитета у Београду.
Дипломирао је 1922. године и исте године се у Сарајеву оженио са Радунком Анђелковић (1895). Њих двоје су 1926. добили сина Милоша (1926—1987) и ћерку Богдану, удату Мастиловић. Други брак је склопио са Даницом Трипковић са којом није имао деце.
Као професор гимназије је радио у Сремској Митровици, Сарајеву и Београду. Професорски испит је положио 1927. године. Докторирао је историју 1929. године на Београдском универзитету, на тему Босански устанак од 1875—1878.
Исте године (1929), као асистента на Семинару за општу историју новог века, примио га је Владимир Ћоровић, а 1934. године је постао доцент, на предмету Општа историја новог века, да би 1939. био примљен за ванредног професора. Преко Ректората Београдског универзитета је тражио да се из Ратног архива у Бечу Југославији врати бројна архивска грађа, која се односи на ближу и даљу историју и у вези тога припремао разне извештаје за Српску краљевску академију, као и за Информациони биро историјских наука за Источну Европу у Варшави.
Од 1921. до 1939. године је био члан Земљорадничке странке. Први говор у корист те странке је одржао у Бијељини 1921.

### Други светски рат
У Априлском рату 1941, као члан Савета земаљске одбране при Врховној команди војске Краљевине Југославије, се повлачио заједно са Командом према Сарајеву и Црној Гори. Ухапшен је 3. јуна у Рисну у Црној Гори, затим је пребачен у Београд, најпре у затвор у Гестапоу, где је остао до краја године, да би га затим одвели у Бањички логор, одакле је пуштен децембра 1942. године. Након тога је остао у Београду. Пензионисан је почетком 1943.

### Послератни период
Прихватио је линију НКОЈ-а и постао члан КП Југославије крајем 1945. године. По формирању прве привремене владе ДФЈ, као угледни научник, био је министар пољопривреде од 9. априла 1945. до 9. априла 1946. године, а затим министар шумарства (1946—1950).
Као министар пољопривреде, био је члан Аграрног савета ДФЈ, чији је председник био Моше Пијаде. Ова институција је формирана према Закону о аграрној реформи и колонизацији, са циљем спровођења аграрних реформи и обављања послова колонизације у Војводини.
По ослобођењу Београда постао је члан Комисије за обнову Универзитета и комесар за Филозофски факултет. Наставио је да ради на Катедри за националну историју Филозофског факултета у Београду, где је 1947. биран за редовног професора, а од 1957. је радио хонорарно и на Филозофском факултету у Новом Саду. Био је редовни предавач на катедри Историје Југославије, заједно са њеним оснивачем Јованом Марјановићем.
Постао је декан Филозофског факултета у Београду уместо академика Веселина Чајкановића, коме је Суд части града Београда одузео ту функцију, јер је током рата обављао дужност декана Филозофског факултета што се, у новоуспостављеним политичким условима, сматрало за колаборацију са окупатором. Посао декана је обављао од 12. јануара 1960. до 1. јула 1966. Пензионисао се 1. септембра 1967. године. Филозофски факултет му је посветио „Споменицу”, поводом одласка у пензију и за 70 година живота.
Након пензионисана је наставио научни, педагошки и организациони рад на САНУ.
Иницијатор је и први директор Балканолошког института у Београду 1970. Израдио дугорочни програм рада и дао основне смернице развоја института, кога је замислио као установу која би се бавила историјом, материјалном и духовном културном балканских народа почев од предримског периода, па све до савремених збивања, као и њихов однос према другим народима Европе и Азије, с развијеном мрежом сарадника из различитих области из земље и света.
Осећајући потребу да увек има широк контакт са људима, посећивао је разне историјске катедре, присуствовао на одбранама докторских теза, као и на разним научним скуповима и саветовањима. Од средине 1970-их година је у више наврата одлазио у Мајевачки Пробој и Градишку у којима је отварао ђачке библиотеке и поклањао књиге из личних средстава.
Добитник је Октобарске награде и Седмојулске награде. Носилац је Ордена југословенске звезде са лентом од 1987. године.
Од 1959. године је био дописни, а од 1961. редован члан САНУ. Од 15. децембра 1977. до 19. новембра 1981. је био члан Председништва САНУ. Такође је био дописни члан Југословенске академије знаности и умјетности у Загребу (1961), Академије наука и умјетности БиХ (1961), редован члан Црногорске академије наука и умјетности (1976) и исте године је постао почасни члан Академије наука Совјетског Савеза Године 1989. Универзитет у Бања Луци му је доделио титулу почасног доктора.
Преминуо је у Београду, 11. јуна 1990. године. Сахрањен је у Алеји заслужних грађана на београдском Новом гробљу.
Према тестаменту од 4. октобра 1988. одлучио је да се из његових средстава оснује Фонд за награде историје Балкана, његових земаља и народа, која би се делила сваке друге године за дипломске радове, магистратуре, докторске тезе и студије из историје, археологије, антропогеографије, етнографије, економике, језика и књижевности, а награђени радови би се објављивали у часопису Балканика, годишњаку Балканолошког института. Институту је поклонио и своју библиотеку, као и већи део непокретне и покретне имовине.

## Дела
Према сопственом казивању, формирао се као историчар, највише под утицајем три научника:
- Владимира Ћоровића, са којим је као сарадник схватио комплексност историјског истраживања.
- Васиља Поповића, који га је увео у методологију модерне европске историографије
- Јована Цвијића, од кога је наследио антропогеографски приступ, држећи се става да се историја људског друштва развија под утицајем географске средине.

Први рад, краћи оглед о Васи Пелагићу је објавио 1924. године.
Аутор је више научних радова из домаће историографије. Библиографија сачињава 167 историографских радова - монографија, студија, расправа, чланака, прилога, осврта и приказа. Остао је доследан интегрални Југословен по опредељењу и марксиста по нужди. Историографија још увек није вредновала његово дело, постоје само појединачни прикази и оцене, али они су више пригодне природе и далеко од непристрасне, свеобухватне и темељне анализе.
Његова научна дела се могу поделити у четири међусобно испреплетана тематска круга:
1. Историја српског народа под турском влашћу. Говори о патријархалном друштву, дуготрајној турској окупацији, улози СПЦ, хајдуцима, ускоцима, етничким миграцијама у југословенским земљама у периоду од 15. до 19. века. Из ове области најпознатији радови су[28]:

- „Босански Фрајкори у Аустро-турском рату 1788—1791”, „Братство”, 1933. 516370583
- „Политички узроци сеоба на Балкану”, Гласник географског друштва XVI, Београд 1930,[28] Проширио методологију проблема балканских миграција посматрајући их комплексном методом историјско-политичких, социјалних и културно-етничких чинилаца.[29]
- „Порекло муслиманског племства у Босни и Херцеговини”, Југословенски историјски часопис бр. 1-4, Београд 1935.[2]
- „Око проучавања средњевековног феудализма: Поводом дела Георгија Острогорског, Пронија”,[28] Прилог историји феудализма у Византији и јужнословенским земљама, Историјски часопис, 1952.
- „Терминологија племенског друштва у Црној Гори”,[2] Београд 1959.[7]
- „Српска православна црква под Турцима од XV до XIX века”, Зборник Филозофског факултета V, Београд, 1960.[2]
- „Постанак племена Куча”,[30] Зборник Филозофског факултета VII–1, 1963.[31]
- „Малоншићи, племе у Црној Гори”[28] Зборник Филозофског факултета VIII–2, 1964.[31]

1. Историја српске револуције:

- „Босанско Подриње и Први српски устанак”, Зборник у славу Филипа Вишњића и народне песме, Београд 1936.[32]
- „Историјска основа Вишњићевој песми „Бој на Мишару”, Прилози проучавању народне историје V, 1938.[33]
- „Први српски устанак и босански Срби”, Београд, 1939.[2]
- „Први српски устанак”, реферат на свечаној академији поводом 150 година од Првог српског устанка, одржаној у Београду 14. фебруара 1954. Изложио основне карактеристике устанка у сажетом облику: динамика борбе, међународни значај, социјално и демократско питање, револуционарно стваралаштво. Дотакао се важних питања који још увек нису довољно проучавани, ни решени: узроци стагнације феудалних држава на истоку, слабљење турске феудалне државе у 18. веку и њен привредни и друштвени развој, пораст производње у Србији и јачање трговине са Аустријом, те значај самоуправе кнежевине у српској историји.[34]
- „У чему је суштина и каква је историјска и културна улога Првог српског устанка 1804. године”, Југословенски историјски часопис, 1963.[31]
- „Улога народних маса и личности у српској револуцији”, Зборник радова са научног скупа од 3. до 5. јуна 1980, Београд 1983.
- „Хајдук Вељко - херој народне песме”,[28] Зборник радова са научног скупа у Неготину и Кладову поводом 170 година од погибије Хајдук Вељка и 150 година од ослобођења од Турака, Београд 1984.[35]

3. Најобимнији радови из српске историје 19. века:
- Босански устанак 1875—1878, Српска краљевска академија наука 1930 LXXXIII.[2] Описује услове, појаву, развој и сплашњавање устанка у Босанској Крајини. Настало је као резултат вишегодишњих архивских истраживања у земљи и у Бечу, уз консултовање огромне мемоарске грађе, коју је сакупљао и међу својим блиским сродницима.[28]
- „Србија 1858–1903”, с Владимиром Ћоровићем, монографија, Београд 1938.[33]
- „Историја политичке мисли у Србији 19. века”[2], Београд 1958. Његово је најзрелије и најобимније дело. Рад на њему је започео у периоду између два светска рата, али су му забелешке и рукописи су му пропали у Управи града Београда у Гестапоу. Након рата, по повратку на катедру за историју, се вратио писању, са жељом да заокружи тему из историје Срба у 19. веку.[36] Дело је објавио за потребе студената историје на Филозофском факултету и ширу публику. О њему је било неколико похвалних приказа и бележака, а једину одмерену и благу критику написао је Драгослав Јанковић, запазивши низ пропуста, погрешних схватања и тврдњи, као што су она о настанку и природи државе, периодизацији Србије 19. века, ауторству „Начертанија” из 1844. године, Николи Пашићу и друга.[37]

1. Корени настанка и развоја прве југословенске државе:

- „Историјски основи о постанку Југославије 1918.”, Научни скуп поводом 50-огодишњице распада Аустроугарске монархије и стварања југословенске државе 27-28. децембра у Загребу 1968, Загреб 1969.
- „Однос Србије и Аустрије у 19. веку. Велике силе и Србија пред Први светски рат”, Зборник радова са међународног научног скупа САНУ, Београд 13–15. септембар 1974, објављено 1976.[38]
- „Источна криза 1875–1878. године и њен значај на међународне односе концем 19. и почетком 20. века”, Међународни научни скуп поводом 100-годишњице устанка у Босни и Херцеговини, другим балканским земљама и источној кризи 1875–1878, Сарајево, Илиџа, од 1. до 3. октобра 1975. године, Сарајево 1977.
- „Берлински конгрес у светлу савремене историјске науке”, Политика, 29.VII–5.VIII 1978.[38]
- „Спољни и унутрашњи фактори у стварању и развитку Југославије у 20. веку”, Савет академија наука и уметности СФРЈ, Стварање југословенске државе 1918, Београд 1989.[39]
- „Политичка прошлост Хрвата”, Београд, 1939.[2] За ово дело неки критичари му пребацују што је далеко опширније од тек касније објављене „Политичке прошлости Срба”, да је њиме указао Хрватима на могућност формирања Бановине Хрватске, као и због изношења чињеница о којима ни сами Хрвати до тада нису знали, укључујући називање босанских земаља хрватским.[40]

Остали радови:
- „Васа Пелагић”, „Народ” (Сарајево), објављено 18. децембра 1924.[23]
- „Исељавање Арнаута”, предавање, одржано у склопу предавања везаних за „културне и националне проблеме од животног интереса за Србе и остале Јужне Словене, у областима изложеним туђинским утицајима”, 7. марта 1937, у Српском културном клубу у Београду, касније објављено у „Борби” 21–28. јануара 1988.[33] Вероватно због лошег искуства из времена турске окупације и траума након Албанске голготе, многи предавачи и функционери СКК уопште нису видели могућност коегзистенције са овим делом југословенског становништва.[41] У свом предавању, Васо Чубриловић је указао на питање повећаног прираштаја у корист Арнаута, на територијама Македоније и Косова и Метохије,[41] које ће постајати све веће и за које је сматрао да ће његовим нерешавањем, у року од 20-30 година довести до страховите иреденте.[42] По његовом мишљењу, проблем је настао досељавањем Арнаута, још од краја 17. века, а применом турских обичаја из шеријата, да се добијањем битке и освајањем једне земље добија право над животом и имањем освојених поданика, услед чега је у 19. веку онемогућено јачање културних, просветних и привредних веза између северних и јужних крајева. За нерешавање проблема, ни након ослобађања тих крајева од Турске, је оптуживао југословенску државу,[41] због послератног озакоњивања тако узурпираног земљишта, услед погрешног правног схватања о земљишном поседу,[42] недостатак државног плана, кога би морао да се придржава и спроводи сваки режим и свака влада, сувише скуп и гломазан државни апарат, пун нестручних и нескрупулозних људи задужених за колонизацију (од 1918), те оне југословенске посланике који су, не добивши мандат у свом крају, одлазили на југ и ласкали тамошњим националним елементима, ради мандата. Указујући на примере решавања питања националних мањина у свим другим балканским земљама, почев од 1912,[41] предложио је серију драстичних мера за масовније исељавање Арнаута из Македоније и са Косова и Метохије у Турску, која је била вољна да за почетак прихвати двеста хиљада исељеника, и у Албанију, са којом би, бојао се, преговори ишли теже, услед мешања Италије, Француске и Енглеске. Помињао је и истеривање Арнаута из државне, приватне и самоуправне службе. Његови предлози нису никада прихваћени, нити су реализовани.[42] Делове предавања су деценијама злоупотребљавали албански, српски[41], хрватски и други шовинисти.
- „Мањински проблем у новој Југославији”, Београд. Документ носи датум 3. новембар 1944. Чува се у Архиву САНУ,[43] у фонду Народне скупштине Народне републике Србије. Непознато је да ли се ради о скици, нацрту, меморандуму, усвојеном или неусвојеном предлогу, као и да ли је био наручен или је рађен према сопственој иницијативи аутора.[43] Под „мањинама” у Југославији, аутор је подразумевао припаднике етничких заједница: Немце, Италијане, Мађаре, Арнауте и Румуне, које имају своје матичне државе и разматрао је питање њихове перспективе, односно исељавања, узимајући у обзир њихову колаборацију с окупатором током Другог светског рата,[44] који је још увек био у току, те каснију колонизацију исељених територија. Документ садржи 15 страница, од чега је 11 страница густо, на писаћој машини куцаног ћириличног текста и 4 странице табела,[43] о етничкој структури поменутих мањина по срезовима. Чињеница је да су неке од мера поменутих у документу, спроведене само над Немцима,[43] највећим делом у Војводини. Међутим, страдање Немаца пре свега се везује за одлуку АВНОЈ-а од 21. новембра 1944, о експропријацији имовине свим грађанима Југославије немачког порекла, чиме је примењен институт колективне кривице,[45] а изузетак је учињен за оне Немце који су се борили с партизанима или су били у мешовитом браку с припадницима друге националности.[45] У образложењу ове одлуке, Милован Ђилас је, између осталог, навео се да су сличне мере уговорили или већ делимично применили Чеси, Пољаци и Руси.[46] Што се тиче Косова и Метохије, његова етничка структура је за време Другог светског рата промењена, протеривањем Срба и Црногораца и довођењем Албанаца из северне Албаније на њихова имања.[47] Нове власти, супротно предлозима из документа, након ослобођења, у жељи да нормализују односе са шиптарском већином на Косову и Метохији и развију добре односе са Албанијом, прихватиле су стање настало током рата, а такво стање се задржало до данас,[48] те подржале Шиптаре на власти, који су потпомагали даље поседање имања Албанцима, који су пре рата живели у Албанији. Осим тога, онемогућаван је повратак српских и црногорских насељеника и задржавање њихових имања и вршио се притисак да се иселе у Војводину, а у случају да су морали да им доделе неку земљу, препуштали су им крчине и утрине, уместо обрадиве земље.[47] Бројни аспекти документа Васе Чубриловића су недовољно анализирани или су касније тумачени изван реалног историјског контекста. Сам документ је заправо остао потпуно непознат, све до његовог првог објављивања у „Младини” 18. новембра 1988. Затим су се њиме бавили београдски „Недељни телеграф” 18. и 25. новембра 1996, те Хамдија Шаркиновић у Црној Гори (1997), новобеоградски часопис „Hereticus” (2007), Мирко Грмек и други у књизи под насловом „Етничко чишћење” (1993). Фрагменти су објављени у Тирани (1993).[49] Преведен је чак и на енглески језик и од 2002. га објављује Канађанин (енгл. Robert Elsie), албанолог, у оквиру тема о албанском питању и етничком чишћењу на Косову и Метохији и Македонији под насловом (енгл. Gathering Clouds: The Roots of Ethnic Cleansing in Kosovo and Macedonia - Early Twentieth-Century Documentsа), који је и данас актуелан. Између ових издања, постоје извесне разлике, а документ је приказиван и у Хашком трибуналу, као доказ о примени термина етничко чишћење.[43] У Хашком трибуналу је и академик Чедомир Попов испитиван о овом необичном документу.[49]
- „Зашто сам против - Академик Васа Чубриловић о Меморандуму САНУ”, интервју објављен у НИН, 30. новембра 1986.[35] Након што је текст Меморандума објављен у јавности, у свом недовршеном облику, а органи Председништва и Извршног одбора академије САНУ га нису прихватили, критиковао је своје колеге академике, оптужујући их да користе науку као улазницу за политику, истичући да меморандум по садржају, методологији, стилу и речнику, више личи на политичку, а мање на научну критику.[50]
- „Одабрани историјски радови”, Београд, 1983.[2][7]

Био је иницијатор, организатор и на челу редакцијског одбора у оквиру САНУ, за писање тротомне „Историје Београда”, у коме је учествовао велики број научника различитих профила. Чубриловић је аутор теме „Београдски пашалук пред устанак 1804. године”. Тротомна историја је објављена 1974. године.
Радио је на издавању сабраних дела Јована Цвијића и аутор је дела о њему:
- „Јован Цвијић и стварање Југославије”, студија
- „Живот и рад Јована Цвијића”, биографија у предговору прве књиге његових Сабраних дела 1987.

Крајем живота почео је да се бави и неким аспектима социјалистичке револуције у Југославији у периоду 1937–1987 и улози Јосипа Броза Тита у историји.